# Двойна застраховка (филм)
„Двойна застраховка“ (на английски: Double Indemnity) е американски криминален филм, излязъл по екраните през 1944 година, режисиран от Били Уайлдър с участието на Фред Макмъри, Барбара Стануик и Едуард Г. Робинсън в главните роли. Сценарият, написан от режисьора заедно с Реймънд Чандлър, е базиран на едноименния роман от 1936 г. на писателя Джеймс Кейн. 
Филмът е похвален от много критици, когато излиза за първи път. Освен това е и номиниран за седем награди Оскар , но не печели нито една. Широко смятан за класика, той често се цитира като поставил стандарта за филм ноар. Считан за „културно, исторически или естетически значим“ от Библиотеката на Конгреса на САЩ през 1992 г., "Двойна застраховка" е избран за съхранение в Националния филмов регистър.  През 1998 г. е класиран на 38-мо място в списъка на Американския филмов институт за 100-те най-добри американски филма на всички времена, а през 2007 г. е на 29-то място в техния списък за 10-та годишнина . Уайлдър смята, че "Двойна застраховка" е най-добрият му филм от гледна точка това, че има малко грешки в сценария и снимането и винаги е твърдял, че двете неща, с които е бил най-горд в кариерата си, са комплиментите, които е получил от Кейн за "Двойна застраховка" и от Агата Кристи за отношението му към нея "Свидетел на обвинението" . 

## Сюжет
Внимание:  Текстът по-долу разкрива сюжета на произведението (или части от него)!
Филмът проследява историята на чаровния застрахователен агент Уолтър Неф (Фред Макмъри), който се среща случайно със съблазнителната домакиня Филис Дитрихсън (Барбара Стануик) след рутинно обаждане за подновяване на автомобилната застраховка на съпруга ѝ. През 1938 г.  Неф се връща в офиса си в центъра на Лос Анджелис с огнестрелна рана на рамото. Той записва изповед на диктофон за свой приятел и колега Бартън Кийс. Следва ретроспекция.
Уолтър среща привлекателната Филис Дитрихсън по време на домашно посещение, за да напомни на съпруга ѝ да поднови автомобилната си застраховка. Те флиртуват, докато Филис не пита за закупуване на застраховка срещу злополука за съпруга си, но без неговото знание. Уолтър заключава, че Филис обмисля убийство и тъй като не иска да участва в това, взима шапката си и бързо си тръгва. По-късно Филис се появява в апартамента на Уолтър и използва извинението, че е Неф е забравил шапката си, за да го съблазни да убие съпруга си. Планът е да подмами г-н Дитрихсон да подпише това, което според него е подновяване на автомоилната застраховка. Полицата има клауза за двойно обезщетение, която плаща двойно за нещастен случай вследствие на необичайни обстоятелства.
По-късно Филис кара съпруга си до гарата, за да присъства на годишнина от колежа. Неф се скрива на задната седалка, убива го и се качва на влака, представяйки се за г-н Дитрихсон. След като влакът тръгва, той отива на външната платформа отзад, уж за да пуши. Той скача на предварително уговорено място, за да се срещне с Филис и да завлече тялото на Дитрихсън върху релсите.
Нортън, президентът на компанията, смята, че смъртта е самоубийство, но Кийс отхвърля тази теория. Скоро обаче той започва да се съмнява в легитимността на иска. Кийс разказва на Уолтър теорията си, докато Филис се крие зад вратата: че тя е имала съучастник в убийството на Дитрихсън заради парите от застраховката. За тези твърдения обаче той няма доказателства.
Дъщерята на жертвата, Лола, казва на Уолтър, че е убедена, че мащехата й, Филис, стои зад смъртта на баща й. Майката на Лола също умира при съмнителни обстоятелства, докато Филис е била нейна медицинска сестра. Осъзнавайки, че Филис е убивала и преди, Уолтър започва да се среща с Лола, за да я предпази от полицията със своите подозрения, а по-късно и чрез чувство за вина, и за да я защити от мащехата й. Уолтър се страхува, че Филис ще убие Лола заради нейните подозрения и защото Дитрихсън е променил завещанието си в полза на Лола, оставяйки на Филис нищо.
Кийс намира свидетел, който казва, че мъжът във влака е бил по-млад от мъртвия. Неф предупреждава Филис, че преследването на застрахователния иск в съда рискува да разкрие убийството. Той се опитва да я убеди да се скрие и да го остави да се опита да убеди Нортън да изплати иска.
Лола казва на Уолтър, че е открила, че нейният приятел, избухливият Нино Зачет, се е виждал с Филис зад гърба ѝ. Уолтър се изправя срещу Филис и й казва, че знае за нея и Зачет. Той предполага, че тя планира Зачет да убие Лола и него, но ѝ казва, че възнамерява да я убие и да уреди Зачет. Филис прострелва Уолтър в рамото, но се оказва неспособна да го довърши, осъзнавайки, че се грижи за някой друг за първи път в живота си. Уолтър не вярва на Филис и я убива. Той причаква Зачет и го съветва да не влиза в къщата, убеждава го да се обади на Лола.

Уолтър отива с колата до офиса и включва диктофона, връщайки се към началото на филма. Кийс пристига незабелязано и чува истината. Уолтър му казва, че ще избяга в Мексико, но припада. Кийс пали цигара на Уолтър, докато чака полицията и линейката.

## Продукция

### Предистория
Авторът се вдъхновява от истинска история от 1927 г., когато Рут Снайдер и нейният любовник убиват съпруга ѝ. По-късно любовникът присъства като журналист на делото по случая. След този случай Рут Снайдер е осъдена на смърт на електрическия стол. Журналистът Том Хауърд снима тайно екзекуцията и публикува снимката, която става най-известната новинарска снимка от 20-те години на ХХ век. 
"Двойна застраховка" навлиза в Холивуд след като през 1936г е публикувано в списание Liberty и когато вече авторът е придобил популярност с Пощальонът винаги звъни два пъти. Агентът на Кейн изпраща копия до големи студия в Америка - MGM, Paramount, 20th Century-Fox, Columbia и Warner Bros, които се състезават да откупят правата за 25 000 щатски долара. Тогава се намесва Джузеф Брийн от офиса на Хейс, който оценява сюжета като неподходящ. Вследствие на това, продукционните къщи оттеглят предложенията си.  
Осем години по-късно Paramount купуват правата за 15 000 долара, но отново получават отказ от Брийн. След промяна в сюжета, Hays Code одобряват и позволяват на филма да бъде заснет.  

### Писане на сценария
След като Paramount купува правата върху новелата, следва тя да бъде адаптирана в сценарий. Въпреки че е работил върху трийтмънта, Чарлз Бракет решава, че е работата не е много чиста и се отказва от проекта, оставяйки Уайлдър да намери друг сътрудник. Първият му избор, Кейн, работи за друго студио в този момент и не е свободен (въпреки че Кейн твърди, че никога не е бил питан).  Продуцентът Джоузеф Систром, запален читател и почитател на The Big Sleep, предлага Реймънд Чандлър.
Чандлър и Уайлдър правят значителни промени в историята на Кейн. От една страна, краят е преработен, от друга - характерът на Бартън Кийс бива променен от доста невеж колега във вражески ментор.
Първоначално Уайлдър и Чандлър възнамеряват да запазят възможно най-много от оригиналния диалог на Кейн. Чандлър пръв осъзнава, че диалогът от новелата не стои добре на екрана. Уайлдър не се съгласява и се дразни, че Чандлър не влага повече от това в сценария. За да уреди това, Уайлдър наема няколко актьори от студиото, за да четат пасажи от оригиналния диалог на Кейн на глас. За учудване на Уайлдър, Чандлър е прав и в крайна сметка циничният и провокативен диалог на филма е повече Чандлър и Уайлдър, отколкото Кейн. Чандлър също прави много теренна работа, докато работи върху сценария и си водеше големи обеми бележки. Посещавайки различни места, които се срещат във филма, той внася усещане за реализъм за Лос Анджелис, което прониква в сценария. Например, той се мотае из пазара на Джери на Мелроуз авеню в подготовка за сцената, по време на която Филис и Уолтър дискретно се срещат, за да планират убийството. 
Кейн е много впечатлен от начина, по който книгата му се появява на екрана. След като гледа филма половин дузина пъти, той е чуван да казва: „Това е единственият филм, който някога съм виждал, направена от моите книги, който съдържа неща, за които ми се искаше да съм се сетил. Краят на Уайлдър е много по-добър от моя край и неговото решение за това, че кара на Неф да разкаже историята, докато говори на диктофона в офиса – щях да го направя, ако се бях сетил." 

### Кастинг
Взаимното нараняване на двамата протагонисти е един от ключовите фактори за успех при одобрението от офисът на Хейс. Продуцентският кодекс изисква престъпниците да плащат за постъпките си. Този филм бива иновативен за времето си на много нива, затова и нуждата от добри актьори, които да изиграят Неф и Филис е голяма. 
Първият избор на режисьора за ролята на Филис е Барбара Стануик, която потова време е една от най-добре платените актриси. Било е планирано тя да си партнира с Фред Макмъри, който също като нея, е един от най-добре платените актьори и четвъртият най-добре платен американец за времето си. Отначало тя отказва, защото смята, че тази роля може да повлияе отрицателно на репутацията ѝ, но бързо след това променя решението си и взема участие във филма. 
Когато Уайлдлър предлага на Фред Макмъри ролята на Неф, той отказва, защото до този момент е изградил имидж на "добро момче", а и се съмнява, че Paramount, с които вече е имал договор, биха му позволили да разруши този имидж. Той казва на режисьора, че прави грешка като го кани и че тази роля не е за него. Въпреки това, Уайлдлър го преследва навсякъде, защото иска да го убеди. В крайна сметка Макмъри се съгласява и в последнвие споделя, че това е най-добрият филм, в който е снимал. 
Едуард Г. Робинсън също отказва първоначално, но поради друга причина, различна от тези на Макмъри и Стануик. Той смята, че вече му е време за по-характерни роли и трябва да се предаде пред факта, че вече е на средна възраст. Признава, че високият хонорар, равен на този на Стануик и Макмъри, е допринесъл за участието му.  

### Снимачен процес
Оригиналният текст на Кейн предполага героите да се самоубият в края на историята, което обаче е в разрез с правилата на Продуцентския кодекс. 
Затова режисьорът заснема край, в който Уолтър отива в газова камера, докато Кийс гледа. Тези кадри са заснети преди всички останали и впоследствие са отпаднали, въпреки че се стрували на продуцентската къща 15 000 долара. Премахването на тази сцена отменя единственото голямо възражение на Джузеф Брийн към филма, който казва, че тази сцена е ужасна и би създала проблеми с таблоидите. 
Изгледът на филма е постигнат чрез работата на оператора Джон Ф. Зайц . По това време Зайц е главният оператор на Paramount.. Уайлдър е работил със Зайц по предишния му филм „Пет гроба преди Кайро“, за който Зайц е номиниран за Оскар, а Уайлдър хвали ентусиазма на Зайц да експериментира и да се провали. Тук Уайлдър се докосва до берлинските си корени от 20-те години на миналия век и двамата придават на филма вид, който леко напомня немския експресионизъм , с драматично разгръщане на светлина и сенки. Уайлдлър споделя, че операторът е бил готов на всичко и е правил неща, които до този момент не изглеждали възможни. Правят силни контрасти чрез ярките слънчеви екстериори на Южна Калифорния, заснети на място, с тъмни, мрачни, гнили интериори, за да създадат у публиката представа какво се крие точно отдолу фасадата и кой точно е способен на убийство  Контрастът беше засилен, по думите на Уайлдър, чрез „замърсяване" на декорите. След като снимачната площадка беше готова за работа, Уайлдър отиде наоколо и преобърна няколко пепелника, за да придаде на къщата подходящ мърляв вид. Уайлдър и Зайц също така издухват алуминиеви частици във въздуха, така че да се създаде илюзията за прах.
Друга техника, която използва Зайц е да освети актьорите през венициански щори. Барбара Стануик разказва за осветлението на терен и как Били Уайлдлър и Зайц са допринесли много за нейното представяне във филма. Нейният персонаж е решен с руса перука, която според Уайлдлър допълва гривната на крака ѝ във филма. 
По време на снимките, когато екипът точно е заснел сцената, в която Неф и Филис отпрашват с колата след инсценираното самоубийство на релсите, режисьорът Уайлдлър се качва в собствената си кола, за да тръгне, но тя не запалва. Това отключва идеята да повтори случилото се и пред камерата. Той се връща и кара екипа да заснеме сцената отново, като този път колата на Филис не запалва веднага. Колегите му го убеждавали, че никой няма да гледа това, но моментът така останал и след финалния монтаж на филма. 

### Музика
Музиката на Double Indemnity е композирана от Миклош Рожа, чиято работа по предишния филм на Уайлдър - Five Graves to Cairo - е първият му истински холивудски ангажимент за голямо студио. Уайлдър беше похвалил тази работа и обеща да използва Rózsa в следващия си филм. Уайлдър имаше идеята да използва неспокойно струнно тремоло (както в началото на Недовършената симфония на Франц Шуберт), за да отрази конспиративните действия на Уолтър и Филис срещу нейния съпруг, които Роза смяташе за добронамерени. С напредването на работата, ентусиазмът на Уайлдър относно партитурата на Rózsa само нараства, но музикалният директор на студиото Луис Липстоун е на друго мнение - той и Уайлдър преди това имат конфликт относно някои постпродукционни съкращения, които той беше направил в партитурата на Five Graves , което създаде проблеми с непрекъснатостта и логиката на музиката.  
След като Роза написва музиката, Липстоун е сигурен, че артистичният директор на студиото Бъди ДеСилва няма да я хареса и одобри. За негова изненада обаче ДеСилва харесва музиката и тя става неизменна част от филма.
Музиката е номинирана за Оскар и този успех носи на Роза предложения да направи много филми. 

### Локации
Екстериорните кадри на къщата на семейство Дитрихсон са заснети на териотрията на испанска колониална възрожденска къща, построена през 1927г. Къщата може да се види и днес - намира се на 6301 Quebec Drive в квартал Beachwood Canyon в Лос Анджелис. 
Интериорите на Pacific All Risk Insurance Company са заснети в сградата Bradbury Building , място, което оттогава се превръща в едно от най-известните места за снимки в Лос Анджелис. 
Дълго време се смята, че екстериорните кадри на гарата във филма са от железопътното депо в южния тихоокеански стил Mission Revival в Глендейл, Калифорния, построено през 1923 г., но сцената е заснета на железопътната гара южната част на Тихия океан и има табела, която глади "Глендейл". Тази станция вече не съществува, станция Burbank Metrolink сега стои на мястото. Станцията на Глендейл обаче остава и сега може да се види като част от транспортния център на Глендейл . 
Други места около Лос Анджелис, използвани във филма, са жилищна сграда на 1825 N. Kingsley Drive в Холивуд, където живее Уолтър Неф, и сградата в югозападния ъгъл на бул. Холивуд. Тази сграда все още стои, но магазинът за лекарства Newman, който първоначално е на приземния етаж, вече не е там. 

## Филм ноар
Двойна застраховка е важен (и някои казват първият) пример за жанр филми, наречен филм ноар. Според Робърт Склар, бивш председател на катедрата по киноизследвания в Училището по изкуства Tisch на Нюйоркския университет, класическият филм ноар е белязан от основни тематични елементи: сюжет за престъпление, разказано от гледната точка на престъпника; изследване на психосексуални теми; визуално тъмно и клаустрофобично рамкиране, с ключово осветление от източници в мизансцена, хвърлящи силни сенки, които едновременно прикриват и прожектират чувствата на героите. 
Double Indemnity е сравняван с другия аплодиран ноар филм на Уайлдър: Sunset Boulevard (1950). Наративната структура и в двата филма започва и завършва в настоящето, но по-голямата част от сюжета е разказана в ретроспекция, разказана от техните герои. Режисьорът споделя, че не се е стремял да снима филм ноар, а просто е снимал това, което иска и му харесва. Радва се, че това допада на публиката и смята, че е имал късмет с този филм. 

## Адаптации
Двойното обезщетение има адаптация като радиопиеса в две броудкаста на The Screen Guild Theatre , първо на 5 март 1945 г. с Фред Макмъри и Барбара Стануик, след това, пет години по-късно, на 16 февруари 1950 г. със Стануик и Робърт Тейлър. Адаптиран е също и за излъчване на 15 октомври 1948 г. на Ford Theatre с Бърт Ланкастър и Джоан Бенет  и на 30 октомври 1950 г. на Lux Radio Theatre с МакМъри и Стануик. 
Други филми, вдъхновени от убийството на Снайдер-Грей, включват Пощальонът винаги звъни два пъти (също базиран на роман на Каин) и Топлина на тялото (1981). И Postman , и Double Indemnity са преработени: Double Indemnity като телевизионен филм през 1973 г. с участието на Ричард Крена (който също участва в Body Heat ), Лий Дж. Коб и Саманта Егар. Римейк на The Postman Rings twice театрално издание от 1981 г., режисирано от Боб Рафелсън и с участието на Джак Никълсън и Джесика Ланг. 
Двойно обезщетение е един от филмите, пародирани във филма от 1993 г. „Фатален инстинкт“; жената на героя заговорничи да го застреля в движещ се влак и да падне в езеро, за да може да събере застраховката му, която има ездач с „тройно обезщетение“. Карол Бърнет пародира филма като "Double Calamity" в нейното телевизионно шоу.

## Книгата
Най-явната промяна при прехвърлянето от страница към екран е името на героите. В новелата на Кейн това е Филис Нирдлингер, а не Дитрихсон. Емануел Леви спекулира, че това може да е шеговита препратка към Марлене Дитрих. По същия начин в книгата фамилното име на Уолтър е Хъф, а не Неф. Може би по-значима е промяната на името на компанията, за която Уолтър работи: ироничната „Застрахователна компания General Fidelity” на Кейн се превръща в по-фаталистичната „Тихоокеанска застрахователна компания за всички рискове” във филма.

Новелата на Кейн е сравнително проста - хронологично ясен сюжет от два героя. Версията на Уайлдър-Чандлър е сложен разказ, който не само добавя трети основен герой (Кийс), но и прекъсва потока от събития с личния коментар на Уолтър.С изключение на кратките начални и заключителни последователности, Двойно обезщетение е филм-изповед, разказан от главния герой, Уолтър Неф, в една дълга, прекъсната ретроспекция.

## В ролите
| Актьор             | Роля                   |
| ------------------ | ---------------------- |
| Фред Макмъри       | Уолтър Неф             |
| Барбара Стануик    | Филис Дитрихсън        |
| Едуард Г. Робинсън | Бартън Кийс            |
| Портър Хол         | господин Джаксън       |
| Джийн Хедър        | Лола Дитрихсън         |
| Том Пауърс         | господин Дитрихсън     |
| Байрън Бар         | Нино Зачети            |
| Ричард Гейнс       | Едуард Нортън, джуниър |
| Фортунио Бонанова  | Сам Гарлопис           |
| Джон Филибер       | Джо Питърс             |

## Награди и номинации
Възхваляван от критиката при излизането си, „Двойна застраховка“ е сред основните заглавия на 17-ата церемония по връчване на наградите „Оскар“, където е номиниран за отличието в 7 категории, включително за „най-добър филм“. Въпреки че, в крайна сметка не взема нито една статуетка, произведението е широко възприемано като класиката, която поставя стандартите в жанра филм ноар.
През 1992 година, филмът е сред произведенията, избрани като културно наследство за опазване в Националния филмов регистър към Библиотеката на Конгреса на САЩ. Авторитетното списание Empire включва филма в списъка си 500 най-велики филма за всички времена.
| Награди и номинации                           | Награди и номинации                 | Награди и номинации            | Награди и номинации                             |
| Награда                                       | Категория                           | Име                            | Резултат                                        |
| --------------------------------------------- | ----------------------------------- | ------------------------------ | ----------------------------------------------- |
| „Оскар“-1945                                  | Най-добър филм                      | „Двойна застраховка“           | номинация                                       |
| „Оскар“-1945                                  | Най-добра актриса                   | Барбара Стануик                | номинация                                       |
| „Оскар“-1945                                  | Най-добър режисьор                  | Били Уайлдър                   | номинация                                       |
| „Оскар“-1945                                  | Най-добър сценарий                  | Били Уайлдър и Реймънд Чандлър | номинация                                       |
| „Оскар“-1945                                  | Най-добра филмова музика            | Миклош Рожа                    | номинация                                       |
| „Оскар“-1945                                  | Най-добър звук                      | Лорън Л.Райдър                 | номинация                                       |
| „Оскар“-1945                                  | Най-добър оператор (черно-бял филм) | Джон Ф. Сейц                   | номинация                                       |
| Награди на Нюйоркските филмови критици – 1944 | Най-добра актриса                   | Барбара Стануик                | 3-то място                                      |
| Награди на Нюйоркските филмови критици – 1944 | Най-добър режисьор                  | Били Уайлдър                   | 3-то място                                      |
| Национален филмов регистър на САЩ-1992        | Най-значими американски филми       | „Прозорец към двора“           | включване сред 25-те избрани филма през 1992 г. |